# Джхабуа (княжество)

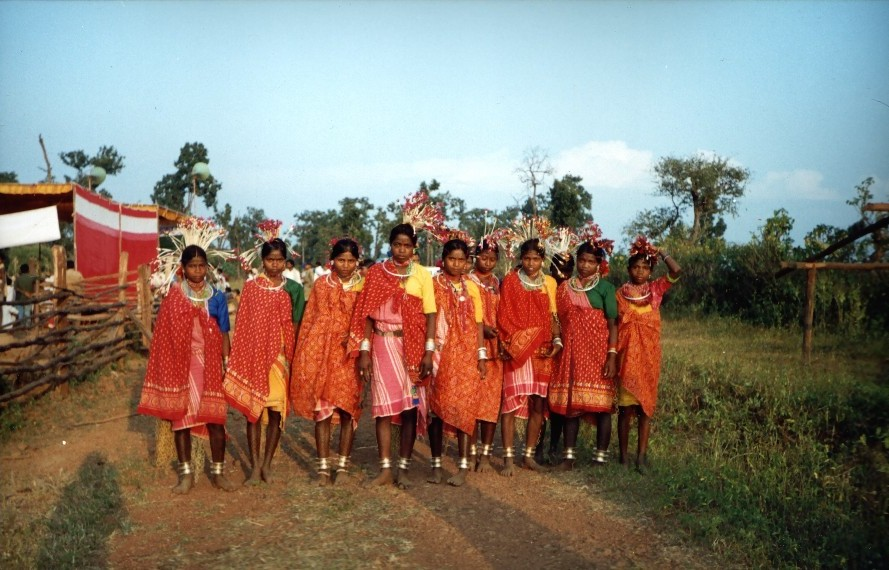
Девочки народа Бхил в Джхабуа.

Княжество Джхабуа (хинди झाबुआ राज्य) — одно из княжеских государств Индии в период британского владычества. Его столица находилась в городе Джабуа. Большая часть территории княжеского государства была заселена народом Бхил, который составлял большинство населения. Ежегодный доход государства в 1901 году составил 110 000 рупий.

## История
Государство Джхабуа было основано Кешо Дас или Кишан Дас в 1584 году. Он получил титул Раджи от императора Великих Моголов Акбара в награду за успешную кампанию в Бенгалии за наказание Бхилских вождей Джхабуа, которые убили жену и дочерей императорского вице-короля Гуджарата. В 1724 году Джхабуа был захвачен Удаджи Паваром и находился под его началом до 1726 года. Позднее Джхабуа был отдан династии Холкар из Индаура. Однако махараджа Индаура восстановил правящую династию и позволил им править горными и лесистыми районами, а также получил право собирать четвёртую часть доходов с районов, которые были непосредственно завоеваны династией Холкар. В княжестве было 20 знатных семей, которые платили 1500 фунтов династии Холкар и 2500 фунтов своему вождю. В 1875 году население княжества составляло 55 000 человек, а доход — 22 500 фунтов стерлингов.
Во время британского правления княжество Джхабуа находилось под управлением Бхопаварского Агентства в составе Центрального Индийского Агентства, а в 1927 году он стал частью Агентства Малва. После обретения Индией независимости в 1947 году последний правитель Джхабуа подписал акт о присоединении к Индийскому Союзу 15 июня 1948 года, и Джхабуа стал частью вновь созданного штата Мадхья-Бхарат, который в 1956 году был объединен в штат Мадхья-Прадеш.

## Правители княжества
Правителями Джхабуа была раджпутская династия Ратхор. Они носили титул — Раджа Сахиб. Они получили от британской колониальной администрации наследственный салют из 11 орудий.

### Раджи
- 1584—1607: Кешо Дас
- 1607—1610: Каран Сингх, сын предыдущего
- 1610—1677: Ман Сингх, сын предыдущего
- 1677—1723: Кушал Сингх, сын предыдущего
- 1723—1727: Ануп Сингх, сын предыдущего
- 1727—1758: Шео Сингх (? — 1758), сын предыдущего
- 1758—1770: Бахадур Сингх, сын Тхакура Индара Сингха из Бхагора и внук Кушала Сингха
- 1770—1821: Бхим Сингх (? — 4 апреля 1829), сын предыдущего
- 1821—1832: Пратап Сингх (? — 1832), сын предыдущего
- 1832—1840: Ратан Сингх (? — 1840), сын Салима Сингха и племянник предыдущего
- ноябрь 1841—1895: Гопал Сингх (22 февраля 1841 — 26 апреля 1895), сын предыдущего
- 26 апреля 1895—1942: Удай Сингх (6 мая 1875 — после 1945), сын Рагхунатха Сингха
- 1942 — 15 августа 1947: Дхалип Сингх	(26 февраля 1905—1965), сын Тхакура Чейн Сингха.

### Титулярные раджи
- 1947—1965: Дхалип Сингх (26 февраля 1905—1965), сын Тхакура Чейн Сингха
- 1965—2002: Аджит Сингх (? — 8 ноября 2002)
- 2002 — настоящее время: Нарендра Сингх, старший сын предыдущего.